# Heterusia monospilata
Heterusia monospilata är en fjärilsart som beskrevs av Pieter Cornelius Tobias Snellen 1874. Heterusia monospilata ingår i släktet Heterusia och familjen mätare. Inga underarter finns listade i Catalogue of Life.